# 2,6-二溴苯酚
2,6-二溴苯酚（英語：2,6-dibromophenol）是一种有机化合物，化学式C6H4Br2O，可见于Melanothamnus sphaerocarpus等物种。它和氯甲醚在三乙胺存在下于二氯甲烷中反应，可以得到1,3-二溴-2-(甲氧基甲基)苯。
它可由苯酚和N-溴代丁二酰亚胺在二异丙胺存在下于二氯甲烷中反应制得，反应会生成少量2,4,6-三溴苯酚等溴代苯酚副产物。